# Bradybaena similaris
Bradybaena similaris är en snäckart som först beskrevs av Ferussac 1821.  Bradybaena similaris ingår i släktet Bradybaena och familjen busksnäckor. Inga underarter finns listade i Catalogue of Life.

## Bildgalleri

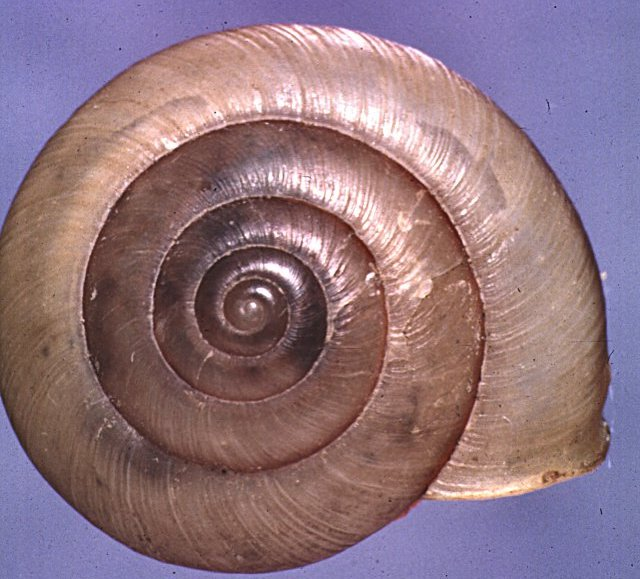
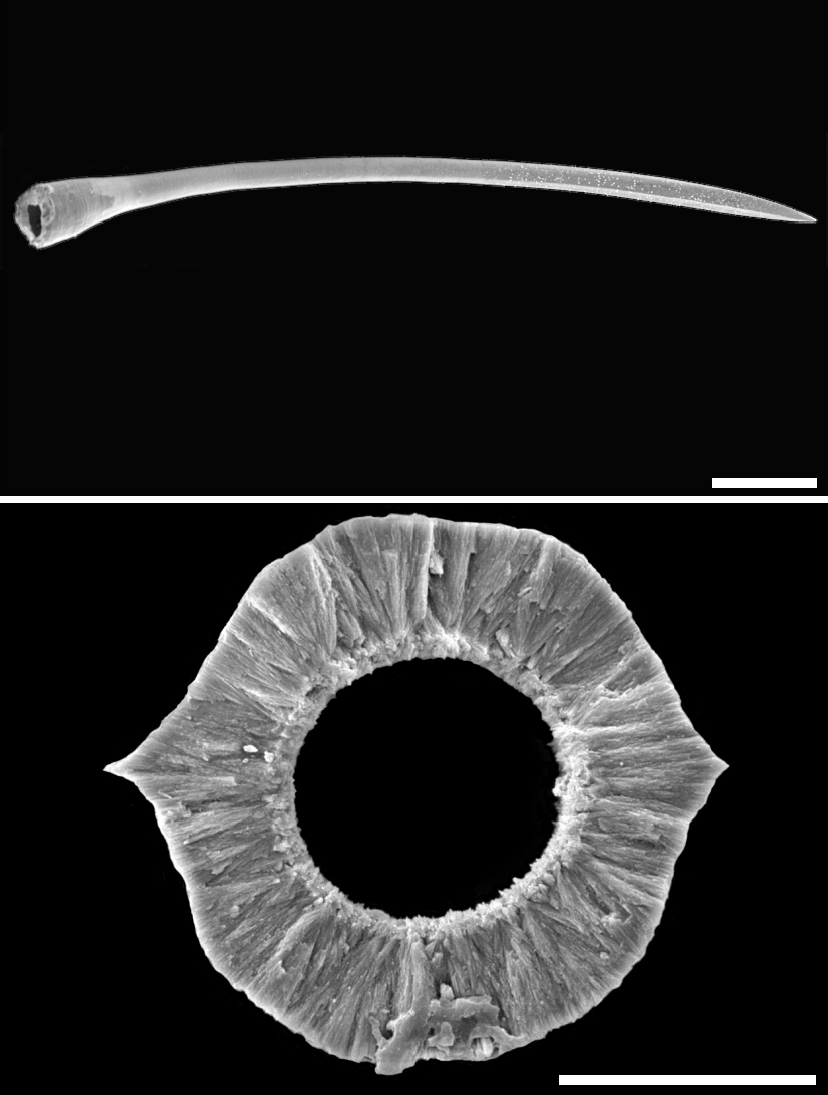
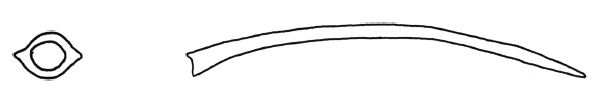